# Иоганн Адольф Гольштейн-Готторпский
Иоганн Адольф Гольштейн-Готторпский (нем. Johann Adolf von Schleswig-Holstein-Gottorf; 27 февраля 1575, Замок Готторп, Шлезвиг-Гольштейн — 31 марта 1616, Шлезвиг, Шлезвиг-Гольштейн) — герцог Гольштейн-Готторпский.

## Биография
Иоганн Адольф был третьим сыном герцога Адольфа Гольштейн-Готторпского и Кристины Гессен-Кассельской. Он был первым администратором-лютеранином Княжества-епископства Любекского (1586—1607) и администратором Княжества-архиепископства Бременского (1589—1596). Герцогом он стал после смерти обоих старших братьев. Когда в 1590 году Иоганн Адольф унаследовал титул герцога Гольштейн-Готторпского, Бременский капитул, опасаясь, что Иоганн Адольф может включить княжество-архиепископство в состав герцогства, заставил его отречься от поста администратора в пользу своего младшего брата Иоганна Фридриха.
Весной 1598 года Иоганн Адольф инкогнито посетил Англию, чтобы повстречаться с сестрой своей жены — королевой Анной.

## Семья и дети
Иоганн Адольф 30 августа 1596 года женился на принцессе Августе Датской (дочери датского короля Фредерика II). У них было восемь детей:
- Фридрих (22 декабря 1597 — 10 августа 1659), герцог Гольштейн-Готторпский, был женат на Марии Елизавете Саксонской;
- Елизавета София (12 октября 1599 — 25 ноября 1627), была замужем (с 1621 года) за Августом, герцогом Саксен-Лауэнбургским;
- Адольф (15 сентября 1600 — 19 сентября 1631);
- Доротея Августа (12 мая 1602 — 13 марта 1682), была замужем (с 1633 года) за Иоахимом Эрнстом, герцогом Шлезвиг-Гольштейн-Зонденбург-Плёнским;
- Гедвига (23 декабря 1603 — 22 марта 1657), замужем (с 1620 года) за Августом Пфальц-Зульцбахским;
- Анна (19 декабря 1605 — 20 марта 1623);
- Иоганн (18 марта 1606 — 21 февраля 1655), был женат на Юлии Фелициате Вюртемберг-Вайльтингенской;
- Кристиан (род. и ум. 1 декабря 1609).